# Ларсен, Эрик Отто
Э́рик О́тто Ла́рсен (дат. Erik Otto Larsen; род. 26 ноября 1931, Видовре, Дания — 30 января 2008) — датский писатель, художник и график.
Как художник дебютировал в 1965 году в Копенгагене на Осенней выставке датского искусства (Kunstnernes Efterårsudstilling).
В 1988 вышел в свет его первый детективный роман Pondus sidste sag. В 1995 другой его роман на криминальную тематику, Masken i spejlet (1994), был признан Союзом скандинавских детективных авторов лучшим скандинавским романом года детективного жанра, и Э. О. Ларсен был награждён престижной премией Стеклянный ключ.
В 1994 Датское радио на основе детективной повести Э. Ларсена Manden der holdt op med at smile поставило шестисерийный криминальный телевизионный фильм под названием Frihedens skygge.

## Сочинения
- Pondus sidste sag (1988)
- Så længe jeg lever (1989)
- Manden der holdt op med at smile (1990, издана также как Frihedens skygge)
- Masken i spejlet (1994)
- En kat fortræd (1996)

## Награды
- Премия Датской детективной академии за повесть Pondus sidste sag (1988)
- Премия Стеклянный ключ за роман Masken i spejlet (1995)